# Нове Кушниково
Нове Ку́шниково (рос. Новое Кушниково, чув. Ҫӗнӗ Кушник) — присілок у складі Маріїнсько-Посадського району Чувашії, Росія. Входить до складу Приволзького сільського поселення.
Населення — 33 особи (2010; 50 у 2002).
Національний склад:
- росіяни — 94 %